# タイラー郡 (ウェストバージニア州)
タイラー郡（英: Tyler County）は、アメリカ合衆国ウェストバージニア州の中央部北に位置する郡である。2010年国勢調査での人口は9,208人であり、2000年の9,592人から4.0%減少した。郡庁所在地はミドルボーン町（人口815人）であり、同郡で人口最大の都市はウェッツェル郡にも跨るペイデンシティ市（人口2,633人）である。タイラー郡は1814年に設立され、ジョン・タイラー大統領の父で、バージニア州知事を務めたジョン・タイラー・シニアに因んで名付けられた。

## 地理
アメリカ合衆国国勢調査局に拠れば、郡域全面積は261平方マイル (675 km2)であり、このうち陸地258平方マイル (667 km2)、水域は3平方マイル (8 km2)で水域率は1.20%である。

### 主要高規格道路
- ウェストバージニア州道2号線
- ウェストバージニア州道18号線
- ウェストバージニア州道23号線
- ウェストバージニア州道74号線
- ウェストバージニア州道180号線

### 隣接する郡
- ウェッツェル郡 - 北東
- ドッドリッジ郡 - 南東
- リッチー郡 - 南西
- プレザンツ郡 - 西
- ワシントン郡 (オハイオ州) - 西
- モンロー郡 (オハイオ州) - 北西

### 国立保護地域
- オハイオ川諸島国立野生生物保護区（部分）

## 人口動態
以下は2000年国勢調査による人口統計データである。
| 基礎データ - 人口: 9,592人 - 世帯数: 3,836 世帯 - 家族数: 2,834 家族 - 人口密度: 14人/km2（37人/mi2） - 住居数: 4,780軒 - 住居密度: 7軒/km2（19軒/mi2） 人種別人口構成 - 白人: 99.35% - アフリカン・アメリカン: 0.02% - ネイティブ・アメリカン: 0.05% - アジア人: 0.08% - 太平洋諸島系: 0.01% - その他の人種: 0.03% - 混血: 0.45% - ヒスパニック・ラテン系: 0.43% 年齢別人口構成 - 18歳未満: 23.3% - 18-24歳: 6.5% - 25-44歳: 26.9% - 45-64歳: 26.9% - 65歳以上: 16.5% - 年齢の中央値: 41歳 - 性比（女性100人あたり男性の人口） - 総人口: 95.5 - 18歳以上: 94.9 | 世帯と家族（対世帯数） - 18歳未満の子供がいる: 30.3% - 結婚・同居している夫婦: 61.4% - 未婚・離婚・死別女性が世帯主: 8.6% - 非家族世帯: 26.1% - 単身世帯: 23.1% - 65歳以上の老人1人暮らし: 12.1% - 平均構成人数 - 世帯: 2.47人 - 家族: 2.89人 収入と家計 - 収入の中央値 - 世帯: 29,290米ドル - 家族: 35,320米ドル - 性別 - 男性: 34,250米ドル - 女性: 18,140米ドル - 人口1人あたり収入: 15,216米ドル - 貧困線以下 - 対人口: 16.6% - 対家族数: 12.2% - 18歳未満: 24.0% - 65歳以上: 12.7% |

## 都市と町
- ミドルボーン - 郡庁所在地
- ペイデンシティ市（部分）
- シスターズビル市
- シャイロー
- ウィック
- アクロン
- フレンドリー

## 見どころ
祭
- シスターズフェスト[6]、シスターズビル、3月半ば
- タイラー郡祭、ミドルボーン、8月初旬
- ウェストバージニア石油とガス祭、シスターズビル、9月半ば
- シスターズビル大理石祭、シスターズビル、9月下旬
- ミドルアイランド収穫祭、ミドルボーン、10月初旬

歴史的な場所
- シスターズビル渡し、シスターズビル
- タイラー郡博物館、ミドルボーン、元はタイラー郡高校、1993年にタイラー統合高校に移った
- ウェルズイン、シスターズビル

自然の名勝
- コナウェイラン湖野生生物管理地域、センタービル近く
- ザ・ジャグ野生生物管理地域、ミドルボーン近く

その他
- タイラー郡スピードウェイ[7]、ミドルボーン